# MySims
MySims — видеоигра, разработанная EA Redwood Shores и изданная Electronic Arts для Nintendo DS и Wii в 2007 году, а потом портированная для Microsoft Windows и разработанная для мобильных телефонов в 2008 году. В ней игрок управляет персонажем и должен облагораживать, развивать город, выполняя разные задания и занимаясь созданием домов или предметов, собирая их из «блоков» в специальном редакторе. По мере роста городка, его заселяют всё большее количество жителей.
Серия The Sims пользовалась большим успехом на ПК-платформах, однако прежде терпела неудачи при попытке адаптации своих игр на портативные устройства. MySims создавалась, как совмещение игровых процессов The Sims и успешных консольных игр Animal Crossing и Harvest Moon. Тим Латерно, исполнительной продюсер EA заметил, что MySims больше из остальных игр во франшизе приблизилась к тому, что принято называть «программной игрушкой» (англ. software toy), предлагая продвинутый инструмент — «конструктор» по созданию предметов и зданий. MySims разрабатывалась также с целью охвата азиатского, а точнее японского игрового рынка, так как оригинальная франшиза The Sims не сыскала там успеха. Специально для этого визуальный стиль был переработан, чтобы быть простым и похожим на игру для Nintendo, а стиль персонажей напоминал мангу, а точнее тиби. Игровой процесс также был пересмотрен в сторону простоты и творческой свободы, предоставив продвинутый редактор создания предметов. Если The Sims создаются с ориентиром на женскую аудиторию, то MySims создавалась скорее для детей и семейной игры.
Игра сыскала коммерческий успех, продав за первый месяц миллион копий. В итоге она положила начало мини-франшизе, в рамках которой до 2010 года было выпущено пять игр в разных игровых жанрах — MySims Kingdom, MySims Party, MySims Racing, MySims Agents и MySims SkyHeroes.
MySims получила смешанные оценки от игровых критиков. Они сошлись во мнении, что MySims получилась похожей одновременно на The Sims и Animal Crossing. Рецензенты заметили, что игра явно нацелена на более детскую аудиторию, нежели The Sims. Они похвалили игру прежде всего за её беспрецедентно гибкий инструмент по созданию предметов, сравнив его с виртуальным аналогом LEGO, однако игра была раскритикована за её социальный аспект, ограниченные взаимодействия с персонажами, отсутствие мультиплеерного режима и технические проблемы.

## Игровой процесс
MySims начинается с того, что игрок создаёт управляемого персонажа, выбирает для него цвет кожи, причёску, черты лица и одежду. В игре нельзя привязать персонажа к женскому или мужскому полу, сим представляет собой абстрактную Mii-подобную фигуру, которой игрок подбирает нужный образ. После этого сим попадает в полузаброшенный городок, которому надо вернуть «былую славу». В отличие от других игр серии The Sims, в MySims отсутствуют индикаторы потребностей, игрок не должен тратить время на еду, сон, туалет и гигиену. Управление осуществляется с помощью пульта Wii Remote
Цель игрока сводится к тому, что он должен обустраивать окружающее пространство вокруг себя, чтобы привлечь в новых жителей в городок. Для улучшения города, игрок должен в начале искать ресурсы, закопанные в земле, например мячи, фигурки и цветные карандаши, чтобы использовать их в строительстве, помимо этого нужно сажать растения, чтобы облагораживать пространства и выращивать еду. Игрок начинает восстановление города с создания мастерской и дома.

Графика и художественный стиль MySims, выполнены в более «мультяшном» Mii-стиле в сравнении с другими играми The Sims

Из найденных предметов можно создавать мебель, технику и предметы интерьера с использованием определённого набора строительных блоков. Найденные предметы могут использоваться, как физические объекты для создания чего-то нового, или же как покраска, например игрок может условно создать кровать из рыбы-клоуна, или же создать кирпичи и покрасить их в паттерн с рыбами-клоунами. Уникальной особенностью MySims являются «сущности». Они могут быть найдены в разных местах города или за счёт взаимодействия с персонажами или объектами. Сущности используются для целого ряда действий, включая окраску стен, создание предметов, а также украшений. Мини-игры в версии DS включают бадминтон, парапланеризм, дайвинг и многое другое.
В игре существует пятибалльная система оценки города, которая зависит от того, на сколько облагорожен и развит городок, а также то, на сколько развиты отношения между игровым симом и жителями города. Повышение рейтинга городка также привлекает в него новых жителей, в том числе и уникальных NPC, например итальянского повара, инструктора по кикбоксингу и диджея. Чтобы сделать город лучше, игрок в том числе должен прислушиваться к замечаниям и пожеланиям жителей. Всего в игре имеется 80 разных персонажей. Фактически игрок должен в дальнейшем обустраивать город и создавать запрашиваемые жителями предметы и здания, как жилые, так и коммерческие, чтобы повысить рейтинг. Неигровой персонаж вручает игроку так называемый чертёж, по которому игрок должен создать предмет.
Однако решение построить что-то всегда лежит за игроком, MySims не ограничивает его линейным прохождением. По мере развития города, игрок открывает доступ к новым областям, расширяя границы города, а также доступ к новым ресурсам, чтобы создавать из них более разнообразные предметы. Сам город также меняется, приобретая вид ухоженного мегаполиса с гуляющими повсюду жителями.
Как и в предыдущих играх серии The Sims, общение с людьми и формирование отношений являются одним из основных направлений игрового процесса. Если игрок станет лучшим другом другого персонажа, то он получит возможность получить особый чертёж или стиль одежды, не встречающиеся в игре. Игроки также могут получить чертежи, выполняя задания Коммерсантов (персонажи-владельцы собственных фирм). Как правило, это включает в себя создание около 5-10 предметов для персонажей, в зависимости от уровня города игрока (1-5 уровень) и сущности, к которым они имеют доступ.

## Разработка
Разработкой игры занималась не Maxis, создающая игры серии The Sims, в дочернее подразделение EA — EA Redwoo City. Исполнительным продюсером выступил Тим ЛеТурно. Создание игры началось ещё в январе 2006 года. В 2007 году над игрой работала команда из 68 человек. Хотя игра предлагает тот же базовый игровой процесс, что и The Sims, MySims создавалась с основным ориентиром на азиатский, точнее японский рынок, поэтому в качестве основной платформы была избрана приставка от Nintendo, чтобы обратиться к игровой аудитории поклонников Nintendo. Согласно наблюдениям и выводам EA Games, The Sims не пользовалась успехом из-за того, что азиатским игрокам не нравился «слишком реалистичный» вид персонажей The Sims, поэтому художественный стиль MySims был радикально пересмотрен в пользу более простого. Команда хотела придать симам внешность тиби, персонажей из манги и в целом создать проект, выдержанный в стиле типичной игры от Nintendo, но и не уступающий от этих игр по качеству. Графика создавалась простой в противовес другим играм The Sims. Многие в собранной команде создателей сами были фанатами игр от Nintendo. Разработчики намеренно стремились сделать игру более юмористической и простой, чтобы избавиться от «зловещего ощущения наблюдения Большим Братом», как это есть в играх The Sims. Они в целом вдохновлялись играми серии Mii и Animal Crossing. При часть разработчиков наоборот призналась, что тогда не знала о существовании mii-аватаров. EA Games также привлекала к разработке японских разработчиков, которые должны были привнести в игру японский культурный колорит и знакомые элементы для японских игроков. При работе над художественном стилем, команда консультировалась с Эмми Тойонагой, американкой японского происхождения, раннее принимавшей участие в разработке The Sims 2. Она также была поклонницей игр от Nintendo и предложила основные идеи дизайна MySims, в том числе при создании дизайна персонажей опиралась на стиль манги. Тойонага в интервью журналу Official Nintendo Magazine заметила, что: «Марио и другие персонажи Nintendo довольно-таки коротышки. Кроме того, будучи японкой, я свыклась с мыслью, что веселые игры должны иметь персонажей-коротышек. Таким образом, эти персонажи вполне себе естественны».
Команда также опиралась на успех на японском игровом рынке игр cерии Animal Crossing, как наиболее близких по жанру к The Sims и призналась о наличии определённых сходств MySims с вышеописанной серией. Разработчики заметили, что готовились к тому, что их игру неизбежно начнут сравнивать с Animal Crossing, однако команда стремилась создать не просто копию, а привнести в игру что-то новое и уникальное, так зародилась идея создать продвинутые редакторы, позволяющие воздавать из блоков предметы любой формы и стиля. Особый акцент в игре делался прежде всего на строительстве из блоков, а не общении. Несмотря на визуальное сходство MySims и Animal Crossing, они предлагали разный геймплей. Если Animal Crosing — это игры о коллекционировании, то MySims — о дизайне и строительстве. Создание редактора строительства и блоков было наиболее трудной задачей для разработчиков, а точнее создание простого интерфейса, интуитивно понятного даже для игроков младшего возраста.
Wii рассматривалась, как наиболее подходящая платформа разработчиками из-за её широкого охвата аудитории — молодых и пожилых игроков, традиционно не интересующихся играми. Если при создании The Sims, разработчики ориентировалась на женскую западную аудиторию, то в MySims они больше ориентировались на детскую и семейную аудиторию. Исполнительный продюсер Тим ЛеТурно заметил, что игра создавалась так, чтобы «условно мать игрока видела, как он создаёт из блоков очередной предмет и игрок мог ей предложить самой что-то создать и бросить в руку контроллер». Игровой процесс создавался с учётом управления контроллером. Разработчики решили, что пульт Wii будет наиболее подходящим решением, так как сравнили его с рукой, или мышью для компьютера, позволяющей с удобством захватывать и перетаскивать предметы.
Игровой процесс также был сильно пересмотрен, из него были исключены многие элементы, типичные для The Sims, например удовлетворение потребностей во сне, еде, туалете, гигиене, отдыхе и общении, но были добавлены продвинутые редакторы создания блоков в виде домов или мебели. MySims разрабатывалась без каких либо элементов стресса и чтобы поощрять творческую свободу у игроков как и в игре для Wii, так и версии для DS. Команда стремилась наделить каждого неигрового персонажа яркими индивидуальными чертами, что прежде не было так выраженно в играх серии The Sims. Работа над редактором предметов была самой сложной частью в разработке, команда должна была создать сложный инструмент, но лёгкий в использовании, только на это команда потратила около года разработки. Инструмент создания предметов в итоге получился самым продвинутым в истории серии The Sims, так и игр в целом, фактически позволяя играться с «цифровыми кубиками» и строить из них предметы. Также перед выпуском, разработчики не могли дать однозначный ответ, будет ли в игре реализован многопользовательский режим.
Так как разработчики стремились охватить по возможности всю аудиторию Nintendo, параллельно велась разработка версии для Nintendo DS, игровой процесс и графика в игре в целом выдержаны в том же стиле, что и в версии для Wii, хотя из-за технических ограничений геймплей в DS-версии упрощён. Тем не менее данный недостаток был компенсирован добавлением серии мини-игр. Версия для ПК разрабатывалась после успешного выхода игры для Wii, в данную версию, помимо новых персонажей и предметов была добавлена поддержка многопользовательского режима. Помимо прочего, качество графики было улучшено, а также доработаны ряд технических аспектов игры.

## Анонс и выход
Впервые о предстоящем выходе Sims исключительно для Wii стало известно ещё в ноябре 2008 года, когда изображения из игры были опубликованы на японской версии официального сайта The Sims, а проект назывался Boku Sim. Редакция GameSpot предположила, что данная игра разрабатывалась специально, как ориентированная на японский игровой рынок. В этом же месяце генеральный директор Electronic Arts Ларри Пробст объявил о старте компании поддержки EA Games платформы Wii предстоящим выпуском ряда эксклюзивных игр, в том числе и MySims. В феврале 2007 года EA Games подтвердили разработку версии для портативной приставки Nintendo DS, запланированной к выходу в 2008 году, а выход версии для Wii был запланирована на осень 2007 года.
Игровой процесс MySims для Wii и DS был впервые продемонстрирован на выставке Electronic Entertainment Expo в 2007 году. Выход игры состоялся 18 сентября 2007 года. По данным на ноябрь, EA Games удалось продать более миллион игровых копий по всему миру.
В июле 2008 года было объявлено о предстоящем выпуске версии для персональных компьютеров осенью того же года. Данная версия была не просто портом, но и предлагала ряд усовершенствований, в том числе и поддержку многопользовательского режима, позволяющего общаться между собой игрокам, соревноваться и вести торговлю. Выход игры состоялся 28 октября 2008 года.
19 ноября 2024 года планируется выпуск спин-оффа для Nintendo Switch, включающий в себя как базовую игру, так и MySims Kingdom.

## Сиквелы
Успех MySims побудил EA Games запустить разработку собственной франшизы — серии игр в разных игровых жанрах, но выдержанных в том же художественном стиле и чьё действие происходит в одной и той же вселенной. Трой Сон Хосе, исполнительный
продюсер MySims Party и MySims Racing заметил, что стиль персонажей MySims стал узнаваемым в отличие от The Sims, где симов трудно распознать, «если убрать зелёный кристалл над их головами». При создании сиквелов, разработчики вдохновлялись такими играми, как Mario Party или Mario Kart, где Nintendo использует Марио и персонажей из той же вселенной, как бренд в своих играх разных жанров.
| Название         | Дата выхода                                                    | Рейтинг игры по версии сайта Metacritic | Описание |
| ---------------- | -------------------------------------------------------------- | --------------------------------------- | --- |
| MySims Kingdom   | 28 октября 2008 года 30 октября 2008 года 31 октября 2008 года | 76/100                                  | Действие происходит во вселенной, похожей на европейское средневековье. Игрок должен восстановить царство. С помощью волшебной палочки и заклинаний, персонаж строит полезные объекты, ставит здания, а также выполняет задачи по заказу жителей страны |
| MySims Party     | 10 марта 2009 года 13 марта 2009 года                          | 56/100                                  | Данная игра предлагает отход от игрового процесса MySims, требуя от игрока принимать участие в фестивалях, вечеринках и соревноваться в различных мини-играх, в том числе и с другими игроками, чтобы восстановить город. На заработанные очки игрок открывает доступ к предметам и может привлекать новых жителей в город.                                                                                           |
| MySims Racing    | 12 июня 2009 года 19 июня 2009 года 25 июня 2009 года          | 68/100                                  | Данная игра совмещает симулятор жизни и гонки, где игрок помимо развития городка, может учувствовать в разнообразных гонках, как в Mario Kart, кастомизировать машину и соревноваться в гонках с другими игроками. |
| MySims Agents    | 25 сентября 2009 года 29 сентября 2009 года                    | 78/100                                  | В данной части, игрок берёт на себя управление тайного агента, чтобы сорвать зловещие планы Мокрабаса, главаря преступного мира. Игрок может создавать собственную команду агентов, вскрывать замки, взламывать компьютеры и собирать улики, чтобы раскрывать новый тайны. По мере продвижения, игрок сможет основать собственную штаб-квартиру.                                                                      |
| MySims SkyHeroes | 28 сентября 2010 года 1 октября 2010 года                      | 67/100                                  | Последняя игра серии представляет собой гонку на выживание. В ней, игрок управляет симом, управляющим самолётом. Игра предлагает как одиночную компанию, так и битву с боссом или соревнование в другими игроками. Игра предлагает редактор самолёта, возможность улучшать его с помощью деталей, приобретённых после успешного выполнения миссий. Согласно сюжету, герой противостоит злодею Мокрабасу и его дронам. |

## Музыка
Музыку к игре написали Силас Хайт и Джон Энрот из команды Mutato Muzika. В команде также состоял Илан Эшкери, который в будущем выступит основным композитором музыкального сопровождения к The Sims 4. Музыкальное сопровождение меняется в зависимости от того, какое здание посещает игрок. У каждого здания и бизнеса имеется собственный мотив, запускающийся при приближении к зданию.

## Отзывы
| Сводный рейтинг       | Сводный рейтинг | Сводный рейтинг | Сводный рейтинг |
| Издание               | Оценка          | Оценка          | Оценка          |
| Издание               | DS              | PC              | Wii             |
| --------------------- | --------------- | --------------- | --------------- |
| GameRankings          | 63,31 %         | 73,30 %         | 70,58 %         |
| Metacritic            | 67 из 100       | 70 из 100       | 68 из 100       |
| Иноязычные издания    |                 |                 |                 |
| Издание               | Оценка          | Оценка          | Оценка          |
| Издание               | DS              | PC              | Wii             |
| 1UP.com               | N/A             | N/A             | B               |
| EGM                   | N/A             | N/A             | 6,0             |
| Eurogamer             | N/A             | N/A             | 8 of 10         |
| Game Informer         | N/A             | N/A             | 8 of 10         |
| GameSpot              | 6,5/10          | N/A             | 6,5/10          |
| GameSpy               | 4,5/5           | N/A             | 4,5 of 5        |
| IGN                   | 6,9/10          | 7/10            | 7,0/10          |
| ONM                   | 86 %            | N/A             | 94 %            |
| PC Gamer (UK)         | N/A             | 68 %            | N/A             |
| PC Zone               | N/A             | 70 %            | N/A             |
| WorthPlaying          | N/A             | 7,5/10          | N/A             |
| Русскоязычные издания |                 |                 |                 |
| Издание               | Оценка          | Оценка          | Оценка          |
| Издание               | DS              | PC              | Wii             |
| «Игромания»           | N/A             | 5,5/10          | N/A             |

Оценки игровых критиков в целом можно охарактеризовать, как смешанные. Версия для игровой приставки Wii получила среднюю оценку 67 баллов из 100 возможных по версии агрегатора Metacritic, версия для персональных компьютеров — 70 баллов и для портативного устройства Nintendo DS — 67 баллов. Критики сошлись во мнении, что MySims — это сочетание игровых процессов The Sims c Animal Crossing. MySims ориентировалась на японский рынок и рассматривается в целом удачный выпуск побочной серии The Sims, учитывая ряд провальных попыток, в том числе и The Urbz.
Эндрю Рейнер с сайта Game Informer заметил, что игра подойдёт тем, у кого развито воображение и кто любит заниматься творчеством. «Совмещая аспекты строительства из The Sims и социальные взаимодействия из Animal Crossing, Electronic Arts сотворила очаровательный симулятор общества, вызывающий быстрое привыкание». Ли Сениава с сайта Armchairempire подытожила, что MySims сумела сочетать в себе смекалку The Sims и уют Animal Crossing с Harvest Moon. Представитель Nintendo Power заметил, что игра понравится тем, у кого много терпения и кому нравится создавать предметы, но если игрок надеется жить в симпатичном виртуальном городке, то ему определённо стоит остановиться на Animal Crossing: Wild World. Редакция сайта Pelit назвала MySims в целом интересной задумкой, но не достигшей своего потенциала из-за недостатка разнообразия возможных занятий, позволяющих городу расти и процветать. Основной процесс сводится к созданию мебели по запросам жителей и надоедает за несколько дней. Элиза Ди Фьоре с сайта GameSpy назвала MySims совершенно чем то новым как и для серии The Sims, так и игры на Wii. «Она больше похожа на дань уважения фанатам Lego, любящим проявлять свои творческие способности». Райян Дэвис с сайта GameSpot заметила, что MySims удалось ближе всего приблизиться к тому, что называется виртуальным кукольным домиком, «которого хватит на пару часов игры».
Ли Сениава с сайта Armchair Empire заметила, что игра с её упрощённым игровым процессом и художественным стилем явно нацеливается на более молодую аудиторию девочек младше 14 лет, однако это может одновременно оттолкнуть взрослых женщин — поклонниц The Sims и отрицательно повлиять на успех игры. Критик сайта MEGamers заметил, что порекомендовал бы MySims четвероклассникам, но с точки зрения поклонников франшизы The Sims, «игра малообещающая». Наоборот, представитель GameStar заметил, что хотя MySims выглядит, как «игра для детей с милой графикой», она предлагает довольно сложный игровой процесс, особенно для детей, хотя для 10 летнего подростка MySims вполне подойдёт. Кеза Макдональд с сайта Eurogamer c сарказмом заметила, что если игрок считал игры The Sims слишком девчачьими, то в MySims им «просто нечего делать», не только из-за геймплея, но и «мультяшного» художественного стиля, который либо понравится, или нет. Сама рецензентка заметила, что игра однозначно понравится детям, подойдёт для игры с семьёй, она также назвала Mii-подобный стиль очаровательным и выполненным в духе Nintendo. Мэтт Казамассина с сайта IGN выразил разочарование редактором персонажа, заметив, что даже редактор персонажа Mii более продвинут, чем в MySims. Райян Дэвис с сайта GameSpot похвалил художественную эстетику, отметив её явное отличие от прагматичного стиля игр The Sims и заметив, что при всей её простоте, она не выглядит грубой, скомпонованной и успешно отражает солнечную и игривую атмосферу с MySims. Журналист с Videogames Storia назвал художестыенные стиль игры «пародией на аниме». Отдельно редакция Engadget раскритиковала мнение некоторых рецензентов, что MySims — не подходящая игра для геймеров из-за своего стиля и успокаивающего геймплея, утверждая, что такие критики подтверждают и укрепляют стереотип о том, что настоящим геймером должен быть только хардкорный игрок, готовый только «обливаться потом, надрываться и ругаться часами», но не имеющий право на простые развлечения и отдых.
Элиза Ди Фьоре заметила, что удовольствие от игры сильно портится из-за ряда технических проблем, во- первых игрока постоянно сопровождают экраны загрузки, темп игры постоянно прерывается при переходе из одной области на карте в другую. Также игрока постоянно будут сопровождать понижения частоты кадров при поиске ресурсов и быстрого перемещения по карте. Критик IGN также указал на то, что постоянные и долгие загрузки сильно портят впечатление от игры.

### Игровой процесс

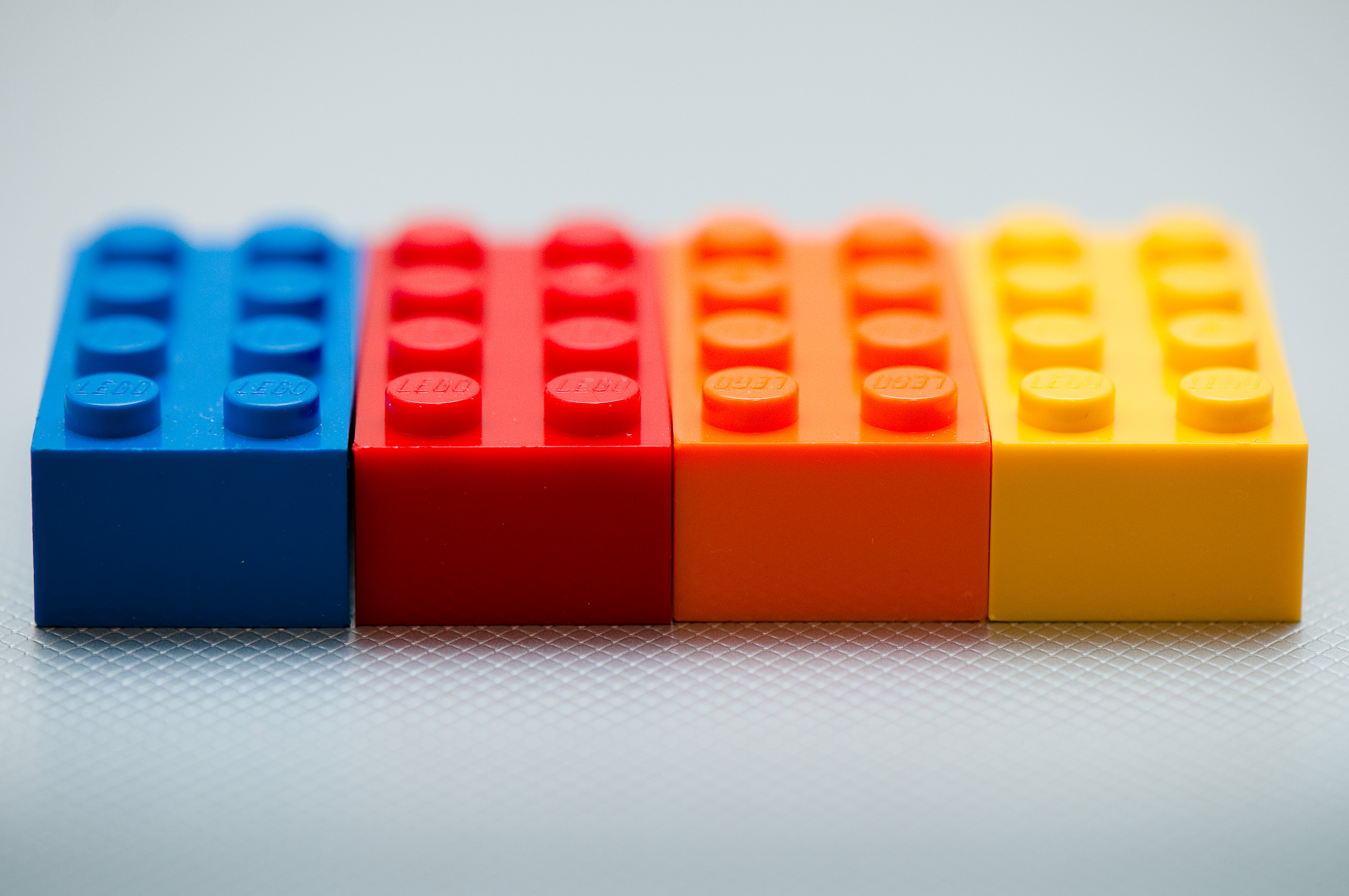
Многие критики сравнили встроенные в MySims редакторы создания домов и предметов с виртуальным аналогом LEGO

Алан Мартин с сайта Worth Playing отдельно заметил, что MySims можно считать самым успешным портом для игровой приставки, учитывая неудачный выход ряда консольных The Sims при попытке адаптации игрового процесса для управления геймпадом. «Вобрав в себя элементы из Animal Crossing, MySims удалось найти в себе золотую середину». Ядро игрового процесса в целом идентично The Sims и Animal Crossing. Геймплей MySims сравнивали, как заметно упрощённую и детскую версию The Sims, но также и лишённую глубины, как в Animal Crossing. Игрок должен создать персонажа, восстанавливать и облагораживать окружающий мир, чтобы привлечь в него новых жителей и выстраивать с ними отношений. Если элементы фарминга, например садоводства, MySims больше подобны Animal Crossing, элемент творческого самовыражения ближе к The Sims, позволяя игроку самому создавать здания в собственном стиле и изменять интерьер дома каждого жителя в соответствии со своими вкусовыми предпочтениями. Когда игрок развивает густонаселённый город, игровой процесс становится гораздо интереснее, однако по прежнему проще, чем в The Sims.
Критики похвалили игру за её особый акцент на редакторе предметов, позволяющий создавать вещи буквально из любых ресурсов, найденных в игре и сравнивая его с виртуальным аналогом LEGO или тетриса. Эндрю Рейнер похвалил интуитивно понятный интерфейс, позволяющий без лишних проблем объединять трёхмерные детали, а имеющиеся чертежи также позволяют обделённым творческим талантом игрокам добиваться впечатляющих результатов. Кеза Макдональд с сайта Eurogamer аналогично назвала инструменты создания предметов и зданий одновременно простыми и чрезвычайно сложными — идеально сбалансированными и интуитивно понятными. Поэтому она однозначно понравится игрокам, любящим с помощью инструментов создания размещать персонажей в тщательно спроектированных особняках. Макдональд также заметила, что истинное удовольствие в игре заключается не в создании предметов, а наблюдении за процветающим городом и жизнью разнообразных NPC. Похожее мнение оставила критик сайта GameSpy, заметив, что лучшая часть игрового процесса наступает после получения пятизвёздочного рейтинга городка.
Игровой процесс, завязанный на социальных аспектах получил сдержанные отзывы: Мэтт Казамассина с сайта IGN предупредил, что игроки, любящие в играх The Sims прежде всего взаимодействия с персонажами и жизнь в виртуальном обществе быстро и с разочарованием забросят MySims: «Проблема в том, что почти все игровые цели вращаются вокруг двух задач: сбора ресурсов и крафта домов с предметами. Игра начисто лишена социальных взаимодействий». Эндрю Рейнер заметил, что взаимодействие с персонажами выглядит поверхностно, ограничивает в возможности построений отношений и заставляет игрока рассматривать их не как друзей, а как цели для исполнения задач. Данный аспект лишает MySims доли реализма. Райян Дэвис указала на то, что игра лишилась той социальной динамики, которая делает игры The Sims уникальными и даже продвинутые редакторы строительства/создания предметов не могут компенсировать данный пробел. «Ваше взаимодействие с симами ограничивается созданием для них предметов или сбора ресурсов».
Некоторые критики осудили отсутствие многопользовательского режима и возможности посещать участки других игроков одним из главных упущений в игре. Элиза Ди Фьоре заметила, что возможность обмениваться творениями как никак лучше бы подходила игре, «складывается впечатление, что игра была создана в спешке и могла бы быть реализована гораздо лучше».

### Влияние
20 фигурок персонажей из MySims доступны в качестве коллекционных предметов в игре The Sims 4.